# Ластовий екіпаж
Ластовий екіпаж — у Російському імператорському флоті чини нижчого рангу, що були не здатні служити у флотських екіпажах і використовувалися для різних берегових потреб.
На відміну від флотских екіпажів, службовці ластового екіпажу мали не морські чини, а сухопутні. Ластові екіпажі, що існувати у 1816—1851 роки мали у своєму веденні дрібні портові судна і плавучі засоби (баржі, матери, плашкоути і т. д.), — так звані, ластові суда. Число таких екіпажів у Балтійському флоті досягало до 12, у Чорному морі — до 4; з них складались ластові бригади, які підкорялися інспекторам ластових бригад.

## Історія
Були створені у 1816 у складі 14-ти номерних ластових екіпажів. Один з них призначався для Архангельского порту і Біломорської флотилії, один — для Каспійської флотилії, інші розподілялись між Балтійським і Чорноморським флотами. До 1851 в стройовому відношенні кожен з ластових екіпажів поділявся на вісім рот.
Крім того, до складу Гвардійського екіпажу і 47-го (спочатку 46-го) Камчатського флотського екіпажу входили ластові роти. Ластова рота Гвардійського екіпажу переважно була прикріплена до прогулянкових придворних палацових флотилій, які існували на ставках імператорських парків в Гатчині, Царському Селі та Павловську.

### Реорганізація
До 1851 року ластові екіпажі мали гребні судна (в першу чергу канонерські човни), дрібні портові судна і плавучі засоби (баржі, катери, плашкоути і т. д.). Крім того, в складі ластових екіпажів (до 1851 роки) числилася частина портово-берегових служб морського міністерства і всі маяки. Наприклад, рота одного з ластових екіпажів знаходилася в Москві при інтендантському Флотському складі.
У 1851 році ластові екіпажі було реорганізовано. Їх призначенням було виключно комплектования суден і плавзасобів флоту. З їхнього складу були виведені всі берегові служби, організовані в 34 номерні портові роти (при маяках, при портах, при плавзасобах верфей, морських інтендантських складах, стайнях морського міністерства) і іменні госпітальні роти (при морських госпіталях).
Число ластових екіпажів скоротилося до п'яти, в складі 4-х рот кожен, плюс були окрема Астраханська Ластова рота і Ластова команда (піврота) гвардійського екіпажу. Також, згідно зі змінами 1851 року по мобілізації, при кожному екіпажі з безстроково-відпускних чинів мали формуватися п'ять окремих запасних ластових рот.

### До початку Кримської війни
Розподіл ластових частин до початку Кримської війни:
- 1-й і 2-й ластові екіпажі на Балтиці комплектували веслову флотилію Балтійського флоту. У 1854—1855 склали основу для комплектування екіпажів серії з 76 одиниць перших гвинтових канонерських човнів типу «Стерлядь».
- Цим же займалися і дві роти 3-го ластового екіпажу, інші дві роти 3-го екіпажу перебували в Архангельську.
- 4-й ластовий екіпаж перебував у Севастополі і частково в Миколаєві. Брав безпосередню участь в обороні Севастополя (на його честь названа севастопольська Ластова площа).
- 5-й ластовий екіпаж комплектував Дунайську флотилію (канонерські гребні човни та кілька пароплавів). Штаб — місто Ізмаїл.
- Астраханська ластова рота — дрібні судна на Каспійському морі. У Кримській війні забезпечувала постачання Кавказької армії.

Ластова команда гвардійського екіпажу в 1854 була розгорнута в гвардійську команду понтонного парку (фактично — понтонний пів-батальон), у Кримській війні понтонний парк входив до складу гвардійського корпусу і участі в бойових діях не брав.
Після Кримської війни (1853—1856) 4-й і 5-й ластові екіпажі було розформовано, 3-й — одночасно з ліквідацією Соломбальського адміралтейства в Архангельську, а 1-й і 2-й балтійські ластові екіпажі поступово було перетворено в Ревельський флотський півекіпаж і Свеаборзьку флотську роту.